# Драгумис, Николаос
Николаос Драгумис  (греч.  Νικόλαος Δραγούμης ; 10 апреля 1809, Константинополь — 9 марта 1879, Афины) — греческий политик, мемуарист и писатель. Министр иностранных дел Греции в 1862 году. 

## Биография
Николаос Драгумис родился в Константинополе в 1809 году. Его отец, видный политик из греческих македонян, Маркос Драгумис (1809-1879) был членом тайной греческой революционной организации Филики Этерия. 
С началом Греческой революции в 1821 году, Николаос был арестован османскими властями и ожидал казни. Был спасён знатным турком, которому в своё время оказал услугу. Покинул Константинополь и с семьёй перебрался на остров Наксос, где оставался до 1825 года. 
В 1825 году переехал в временную столицу революционной Греции, город Нафплион. 
В силу своего образования стал секретарём на Третьем Национальном собрании в Эрмиони и Трезене (18 января — 17 марта 1827 года), на котором его отец, Маркос Драгумис, был представителем от македонян. 
В 1828 году был принят на работу в канцелярию Каподистрии. 
Работая в непосредственной близости с первым правителем Греции, Драгумис, в своих «Воспоминаниях», пишет о антибританских чувствах Каподистрии. Обращаясь к Драгумису, Каподистрия гοворил: «видишь тех, в красных мундирах (англичан), - это турки» :263.
В марте 1829 года Драгумис, вместе с тремя другими секретарями, сопровождал Каподистрию в его поездке по Пелопоннесу и западной Средней Греции, где ещё продолжались бои:Δ-117.
С установлением монархии баварца Оттона, Драгумис, состоял в, так называемой, «английской партии» :405, занимал разные политические и административные позиции (генеральный секретарь королевского двора и секретариата внешних сношений, правитель архипелага Киклады, директор Морского секретариата), но после 1839 года был уволен и примкнул к конституционалистам. После предоставления Конституции вернулся на свою прежнюю должность. Позже, стал советником при иностранных дел Греции до 1845 года, когда был вновь уволен. 
С этого момента он практически ушёл от политической деятельности. 
Однако в период скандального Дела Пасифико, отозванный из Греции британский посол, адмирал Лайонс, Эдмунд, продолжал поддерживать с Драгумисом дружественные отношения и в своих письмах к Драгумису обвинял Лорда Палмерстона в проводимой им политике против Греции:456. 
Драгумис ненадолго вернулся на политическую арену в период август-октябрь 1862 года, когда он стал министром иностранных дел в правительстве Иоанниса Колокотрониса:502. 
При этом, английский дипломат Henry William Bulwer (Henry Bulwer, 1st Baron Dalling and Bulwer) 
предупредил Драгумиса, чтобы новое правительство и не помышляло о новой войне против Турции:504. 
Уйдя из большой политики, Драгумис не прекращал принимать участие в общественной жизни и в период с 1856 года по 1862 год избирался муниципальным советником.
После своего ухода с политической арены в 1845 году, Драгумис обратился к творческой деятельности. Первоначально он начал сотрудничать с журналом Эвтерпи, а затем создал литературный журнал Пандора вместе с Александром Ризосом Рангависом и Константином Папарригопулосом. С 1855 года он стал единственным владельцем и директором этого журнала. Одновременно, в 1853 году, он основал, вместе с Рангависом, Папарригопулосом, Ρеньерисом и Г. Василиу, франкоязычный журнал Spectateur de l’  Orient. Драгумис был среди учредителей «Общества друзей образования» и «Общества друзей народа». 
В 1874 году он опубликовал свои мемуары Исторические воспоминания.
Николаос Драгумис умер в Афинах 9 марта 1879 года.

## Работы
Николаос Драгумис более всего известен своими «Историческими Воспоминаниями». «Воспоминания» ведут свой отсчёт с началом Греческой революции. Драгумис начал публиковать «Воспоминания» в отрывках в «Пандоре», с 1852 по 1867 год. Окончательный вариант «Воспоминаний» сформировался в 1874 году. 
«Воспоминания» Драгумиса являются важным подспорьем для историков Греческой революции. 
Важным моментом в мемуарах Драгумиса являются воспоминания о его работе под непосредственным началом Каподистрии. 
Драгумис описывает, что Каподистрия давал приоритет начальному и профессиональному образованию против академического:Δ-35. 
В своей работе Драгумис весьма негативно относится к британской политике по отношению к сражающейся Греции. Пишет что их целью было ограничить территорию возрождающегося государства Пелопоннесом:Δ-30. 
Особенно негативно он упоминает британского авантюриста, адмирала Кокрейна, начиная с его двусмысленной присяги на верность Греции, которую англичанин дал в присутствии Драгумиса:Γ-332 и кончая бегством из Греции этого «продажного дезертира» в декабре 1827 года:Γ-389. 
В журналах «Эвтерпи» и в особенности в «Пандоре» Драгумис опубликовал некоторые из своих рассказов и множество очерков о своих путешествиях, а также множество критических статей по литературным вопросам. Среди них выделяется статья Драгумиса, после нападок журнала «Афины» против «Пандоры», за публикацию «аморальных» иностранных романов. Кроме собственных работ, Драгумис опубликовал множество своих переводов с английского и французского.